# Georgios Melas
Georgios Melas (griechisch Γιώργος Μελάς, * 3. August 1990 in Iraklio) ist ein griechischer Bahn- und Straßenradrennfahrer.
Georgios Melas wurde in der Jugendklasse 2005 Dritter bei der griechischen Straßenradmeisterschaft. Im Einzelzeitfahren belegte er 2006 ebenfalls den dritten Platz. Auf der Bahn wurde er 2007 griechischer Vizemeister in der Mannschaftsverfolgung der Juniorenklasse. 2008 gewann er die Mannschaftsverfolgung bei der nationalen Meisterschaft. 2009 bis 2011 fuhr Melas für das griechische Continental Team Heraklion-Nesebar-Kastro.

## Erfolge – Bahn
2008
- Griechischer Meister – Mannschaftsverfolgung (Junioren) mit Iraklis Aslanis, Vasilis Banousis und Georgios Bouglas

## Teams
- 2009 Heraklion-Nesebar-Kastro
- 2010 Heraklion Kastro-Murcia
- 2011 KTM-Murcia